# Satrianum
Satrianum (łac. Satrianensis, wł. Satriano) – stolica historycznej diecezji w Italii erygowanej 20 lipca 1098, a skasowanej w roku 1818. 
Współczesne miasto Satriano di Lucania w prowincji Potenza we Włoszech. Obecnie katolickie biskupstwo tytularne ustanowione w 1968 przez papieża Pawła VI. 

## Biskupi tytularni
| Lp. | Biskup                 | Funkcja                               | Od               | Do                   |
| --- | ---------------------- | ------------------------------------- | ---------------- | -------------------- |
| 1   | Ramón Iglesias Navarri | emerytowany biskup Urgell (Hiszpania) | 29 kwietnia 1969 | 11 grudnia 1970      |
| 2   | Paul Augustin Mayer    | urzędnik Kurii Rzymskiej              | 6 stycznia 1972  | 25 maja 1985         |
| 3   | Patrick Coveney        | nuncjusz apostolski                   | 27 lipca 1985    | 22 października 2022 |
| 4   | Emilio Nappa           | urzędnik Kurii Rzymskiej              | 3 grudnia 2022   |                      |